# Picina
Picina (v minulosti také Pičina či Pitčina) je rekreační osada na východ od Břehova.
V roce 1796 zde nechali Schwarzenberkové postavit myslivnu, k jejímuž zboření došlo roku 1987. Vedle myslivny stávala hájovna. Okolo samoty se rozkládaly knížecí lesy. Zvěř z těchto lesů škodila obyvatelům Břehova a ti pak v lesích pytlačili. V roce 1818 zde byla vybudována bažantnice. Ve 30. letech 20. století došlo k rozdělení polesí mezi soukromé majitele. Od 2. poloviny 20. století se Picina rozrostla do podoby rekreační a chatové osady.

## Fotogalerie

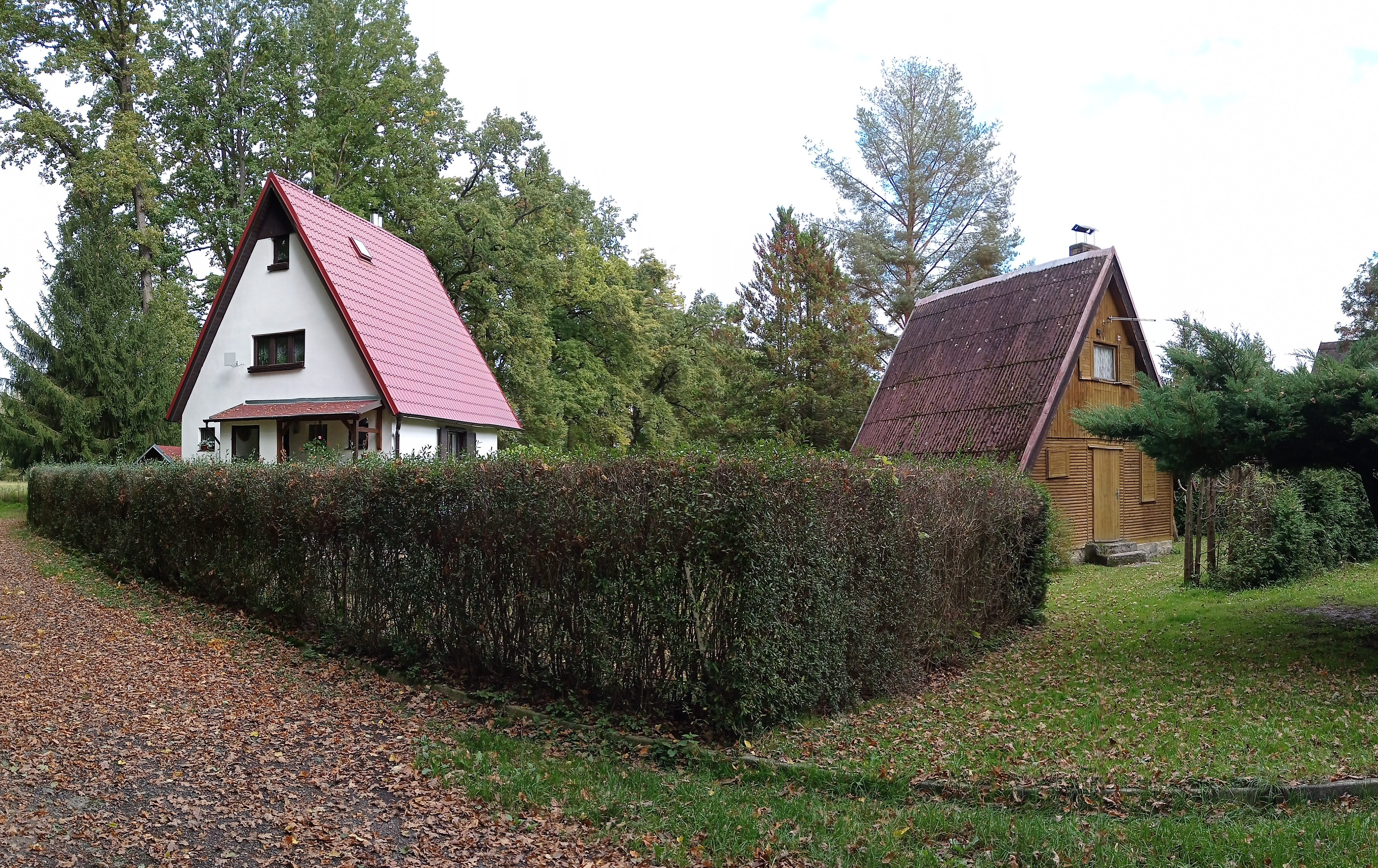
Chaty v severní části Piciny
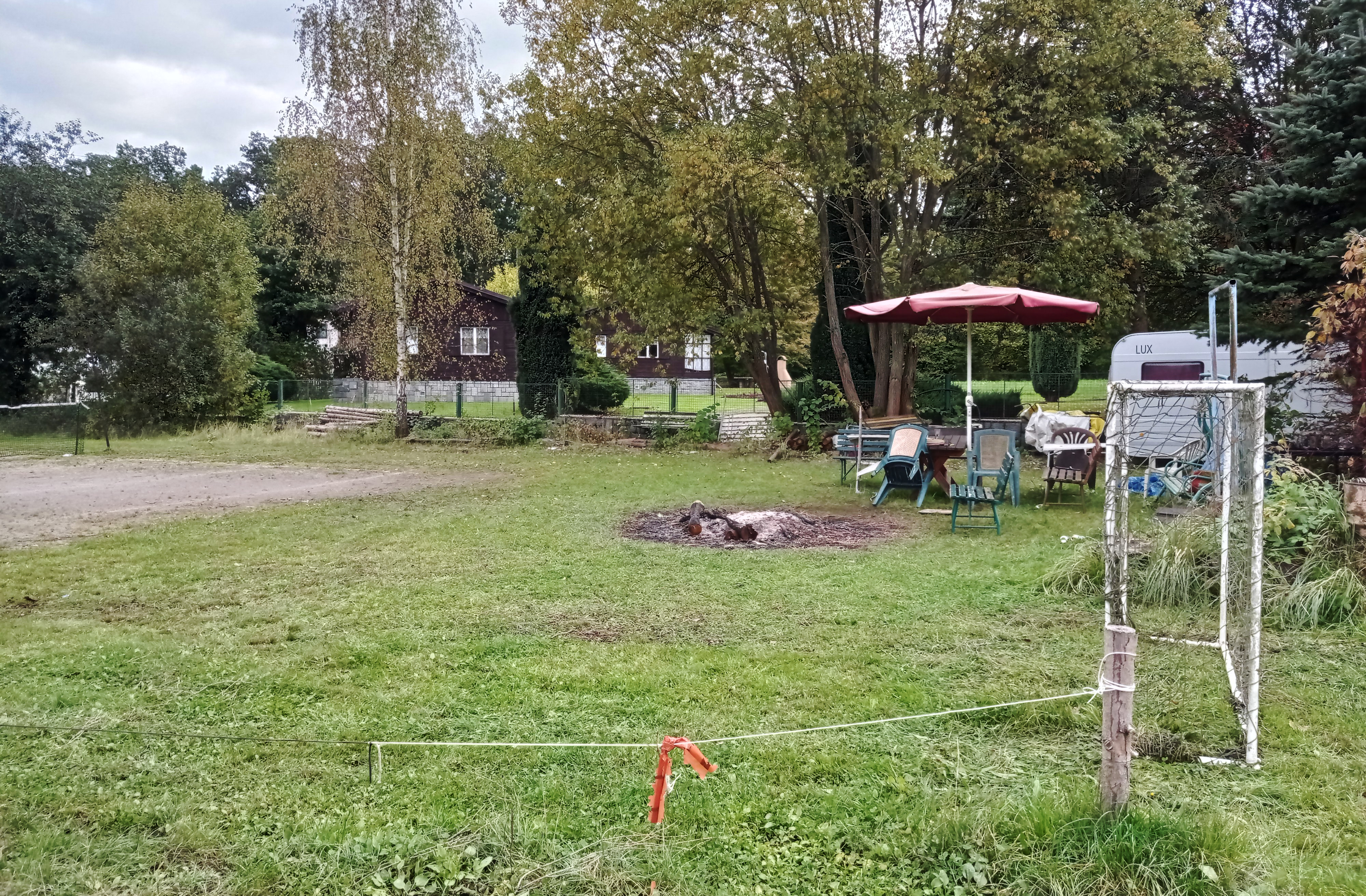
Komunitní prostor
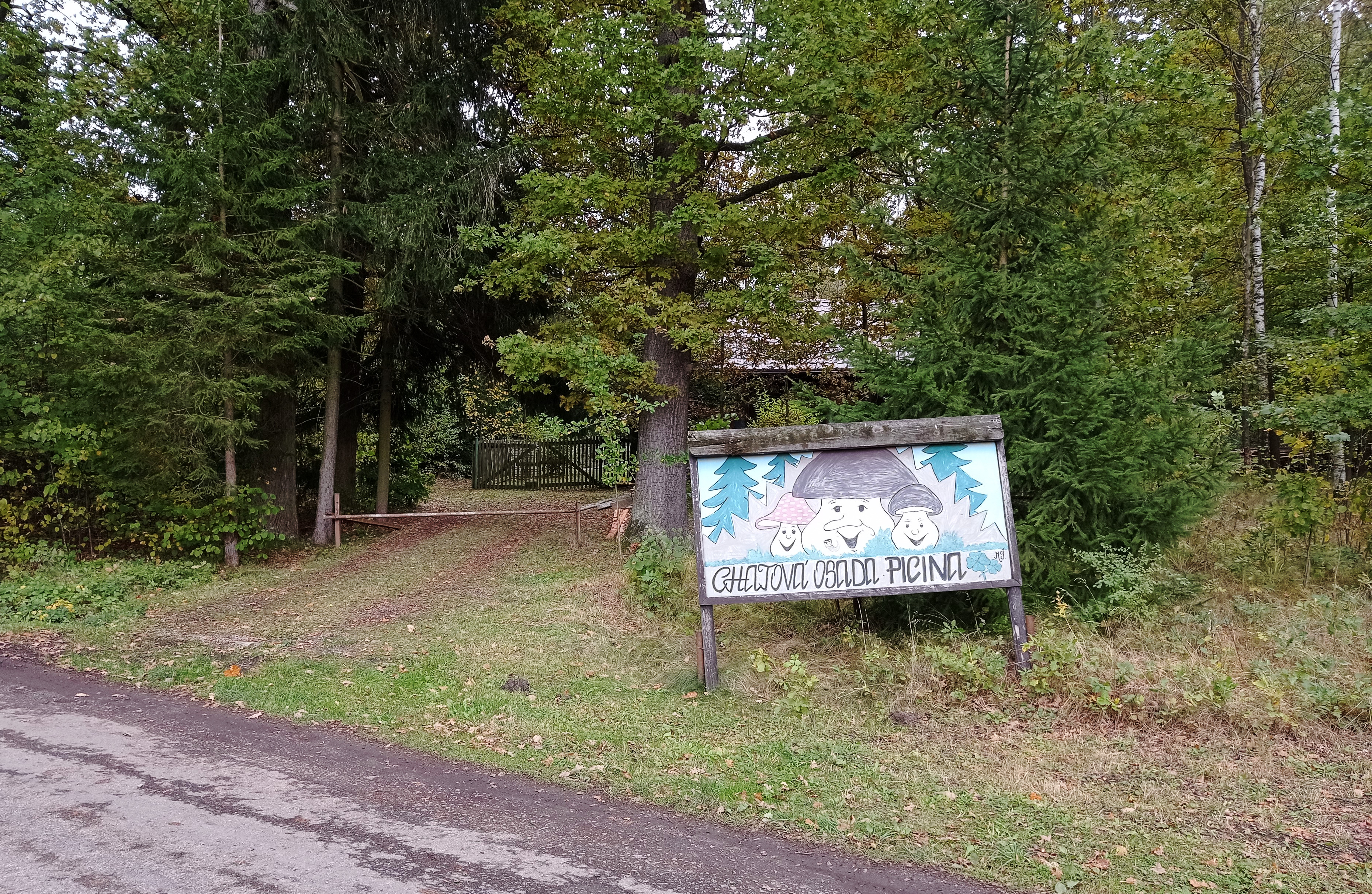
Informační tabule před vjezdem do osady
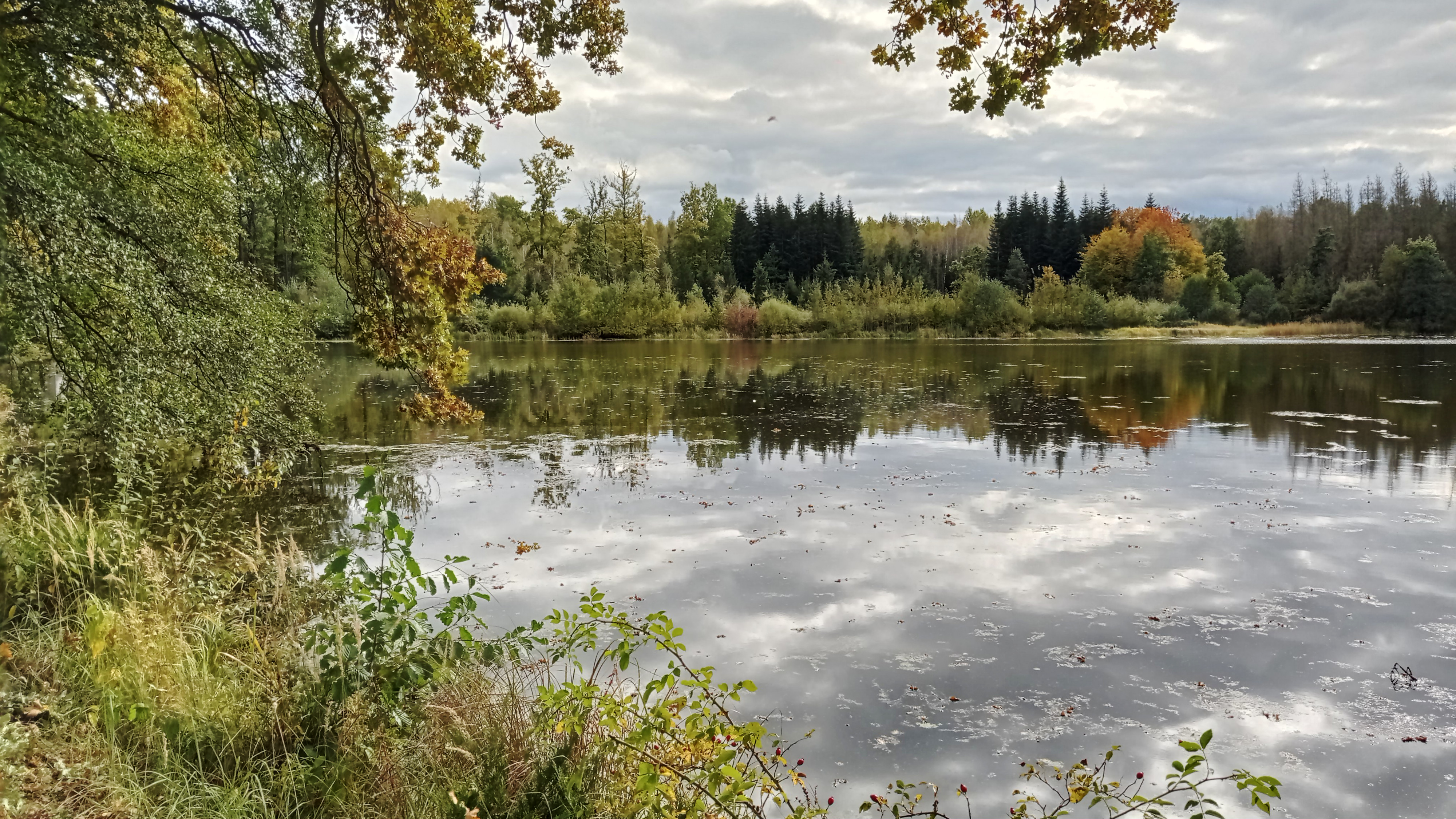
Rybník Podmůstek na západním okraji osady